# Jan Brehmer
Jan Brehmer (ur. 20 kwietnia 1908 w Katowicach, zm. 12 grudnia 1974 w Norymberdze) – lekkoatleta specjalizujący się w biegach średniodystansowych. W trakcie kariery w latach 1930–1933 reprezentował barwy klubu KS „Pogoń” Katowice. W 1934 zdobył brązowy medal Halowych Mistrzostw Polski w sztafecie 3 × 800 m. W 1937 był zawodnikiem drużyny „Strzelec” Katowice.